# Lill-Abborrtjärnen (Gåxsjö socken, Jämtland)
Lill-Abborrtjärnen är en sjö i Strömsunds kommun i Jämtland och ingår i Indalsälvens huvudavrinningsområde.